# Rue Jean-et-Marie-Moinon
La rue Jean-et-Marie-Moinon est une voie située dans le quartier de l'Hôpital-Saint-Louis du 10e arrondissement de Paris, en France.

## Situation et accès
La rue Jean-et-Marie-Moinon est une voie publique du sud-est du 10e arrondissement de Paris. La partie principale de la rue débute au niveau des 22 et 24, avenue Claude-Vellefaux, au débouché de la rue Saint-Maur. Elle se termine près de 200 m au nord-est entre le 34 et le 36, rue de Sambre-et-Meuse.
Vers la moitié de la rue, juste après le no 14, une voie perpendiculaire la relie à la rue Sainte-Marthe. Cette voie ne porte pas de nom distinct et les immeubles qui la bordent portent les nos  16 à 20. La rue Jean-et-Marie-Moinon, dans sa totalité, est donc en forme de « T ».
Au-delà de la rue de Sambre-et-Meuse, la rue Jean-et-Marie-Moinon est prolongée par la rue Henri-Feulard. La rue débouche sur l'hôpital Saint-Louis, de l'autre côté de l'avenue Claude-Vellefaux.
Les stations de métro les plus proches sont Colonel Fabien (ligne 2), 300 m au nord, Belleville (lignes 2 et 11), 500 m au sud-est, et Goncourt (ligne 11), 500 m au sud.

## Origine du nom

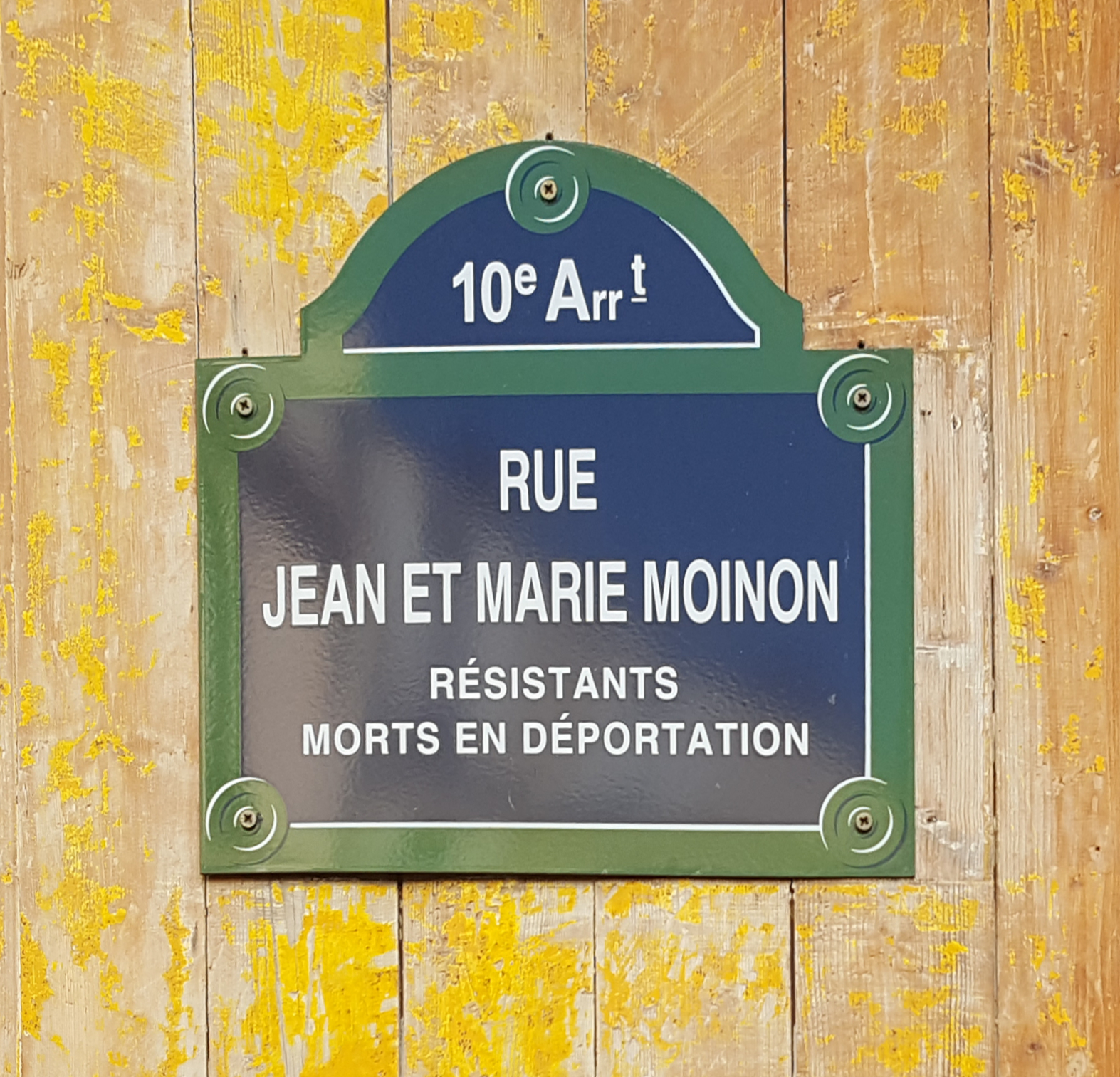
Plaque de la rue.

Elle porte le nom de Jean Moinon, un résistant, mort en déportation. Le 10 mars 2012, le nom de son épouse Marie Moinon, elle aussi résistante, arrêtée le même jour que Jean et également morte en déportation, est ajouté au nom de la rue qui prend ainsi le nom de « rue Jean-et-Marie-Moinon ». Le couple tenait un café-restaurant non loin de là, au no 19, rue du Buisson-Saint-Louis, où ils furent arrêtés par la Gestapo en janvier 1944. Dans cette rue du Buisson-Saint-Louis est apposée une plaque à Jean et Berthe Moinon : Berthe désigne bien Marie Moinon.

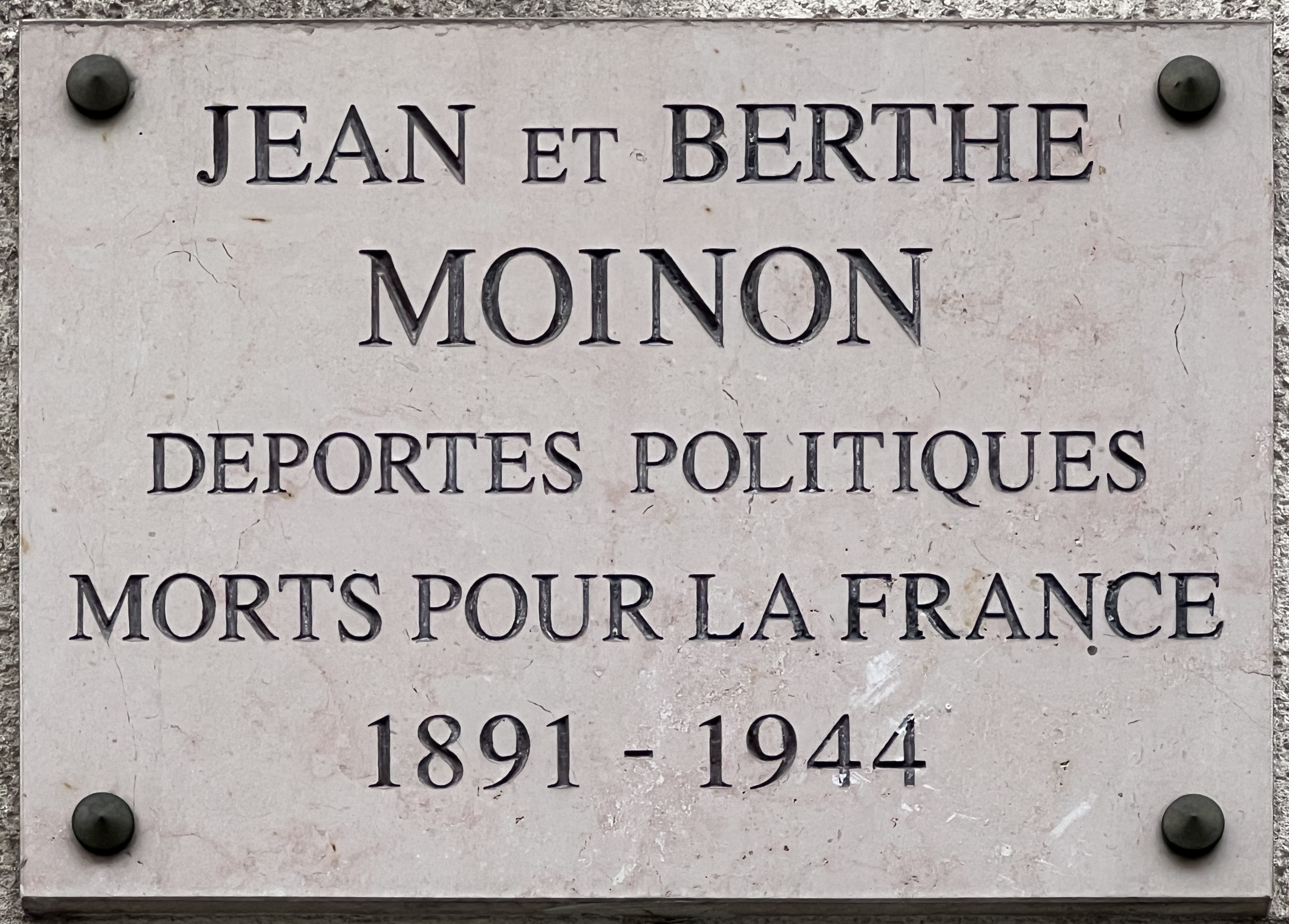
Plaque à Jean et Berthe Moinon, rue du Buisson-Saint-Louis.

## Historique
Avant 1877, la rue s'appelait « passage Saint-Louis-du-Temple », pour la partie comprise entre la rue Saint-Maur et la rue de Sambre-et-Meuse. La partie débouchant sur la rue Sainte-Marthe s'appelait « passage de Loos ». 
De 1877 à 1899 la voie était baptisée « rue de Loos » et s'étendait depuis l'avenue Claude-Vellefaux jusqu'au boulevard de la Villette (soit les actuelles rue Jean-et-Marie-Moinon et rue Henri-Feulard).
En 1899, l'ancienne « rue de Loos » est raccourcie après l'arrêté du 2 août 1899. La rue Henri-Feulard est créée en mémoire du médecin de l'hôpital Saint-Louis décédé lors de l'incendie du bazar de la Charité.
La voie, aux dimensions actuelles, est renommée rue Jean-Moinon par arrêté du 8 juin 1946. Depuis 2012, la voie est désormais baptisée rue Jean-et-Marie-Moinon afin de préserver la mémoire de son épouse, également résistante sous l'Occupation.
En 2012, la ville de Paris a enclenché une vaste opération de rénovation et de réhabilitation des immeubles, construits entre 1880 et 1890, déclarés en état d'insalubrité ou de péril. Six immeubles jugés irrécupérables seront détruits (aux nos 1, 3, 4, 6, 12 et 19) et remplacés par des logements sociaux,.